# هو جونگ-مو
هو جونگ-مو (انگلیسی: Huh Jung-moo؛ زادهٔ ۱۳ ژانویهٔ ۱۹۵۵) بازیکن سابق و مربی فوتبال اهل کره جنوبی است.
از باشگاه‌هایی که در آن بازی کرده‌است می‌توان به باشگاه فوتبال اولسان هیوندای و باشگاه ورزشی پی‌اس‌وی آیندهوون اشاره کرد.
وی همچنین در تیم‌های ملی فوتبال زیر ۲۰ سال کره جنوبی و کره جنوبی بازی کرده‌است.
وی در مسابقات بین‌المللی در مجموع برندهٔ ۳ مدال طلا، ۱ مدال نقره، ۳ مدال برنز شده‌است.